# Elaphoglossum ambiguum
Elaphoglossum ambiguum là một loài thực vật có mạch trong họ Lomariopsidaceae. Loài này được (Mett. ex H. Christ) Alston mô tả khoa học đầu tiên năm 1958.